# The Flying Burrito Brothers
A The Flying Burrito Brothers amerikai country rock együttes. Los Angelesben alakultak. Lemezkiadóik: A&M Records, Columbia Records, Curb Records.
A zenekarnak jelentős kötődése van a klasszikus The Byrds együtteshez. Jó pár tag abból a zenekarból érkezett ide. Pályafutásuk alatt feloszlottak már egy párszor: először 1969-től 1972-ig tevékenykedtek, majd 1975-től 1980-ig, majd 1980-tól 1987-ig, majd 1985-től 2001-ig, a kétezres évek után hullámzó felállással többször összeálltak, de pár év után újból feloszlott a zenekar. 2012 óta azonban újból aktív az együttes, és egészen a mai napig tevékenykednek. Első nagylemezük, a The Gilded Palace of Sin bekerült az 1001 lemez, amelyet hallanod kell, mielőtt meghalsz című könyvbe.

## Tagjai
Hullámzó volt a Flying Burrito Brothers felállása, jelenleg a következő tagok alkotják:
- Chris James - billentyűk, éneklés (2010-)
- Tony Paoletta - pedal steel gitár (2013-)
- John Sturdivant Jr. - dobok (2016-)
- Bob Hatter - gitár, éneklés (2017-)
- Larry Marrs - basszusgitár (2017-)

## Diszkográfia

### Stúdióalbumok
- The Gilded Palace of Sin (1969)
- Burrito Deluxe (1970)
- The Flying Burrito Bros (1971)
- Flying Again (1975)
- Airborne (1976)
- Sierra (1977)
- Hearts on the Line (1981)
- Sunset Sundown (1982)
- Eye of a Hurricane (1994)
- California Jukebox (1997)
- Sons of the Golden West (1999)
- Georgia Peach (2002)
- The Whole Enchilada (2004)
- Disciples of the Truth (2007)
- Sound as Ever (2011)